# Never A Dull Moment
Never a Dull Moment — музичний альбом Рода Стюарта. Виданий 1972 року лейблом Mercury. Загальна тривалість композицій становить 32:55. Альбом відносять до напрямку рок, рок-н-рол.

## Список пісень
1. True Blue (Род Стюарт, Ronnie Wood) — 3:32
2. Lost Paraguayos (Р.Стюарт, Ronnie Wood) — 3:57
3. Mama You Been on My Mind (Боб Ділан) — 4:29
4. Italian Girls (Р.Стюарт, Ronnie Wood) — 4:54
5. Angel (Jimi Hendrix) — 4:04
6. Interludings (A. Wood) — 0:40
7. You Wear it Well (Р.Стюарт, Martin Quittenton) — 4:22
8. I'd Rather Go Blind (Billy Foster, Ellington Jordon) –3:53
9. Twisting the Night Away (Сем Кук) — 3:13